# Moldauische Botschaft in Berlin

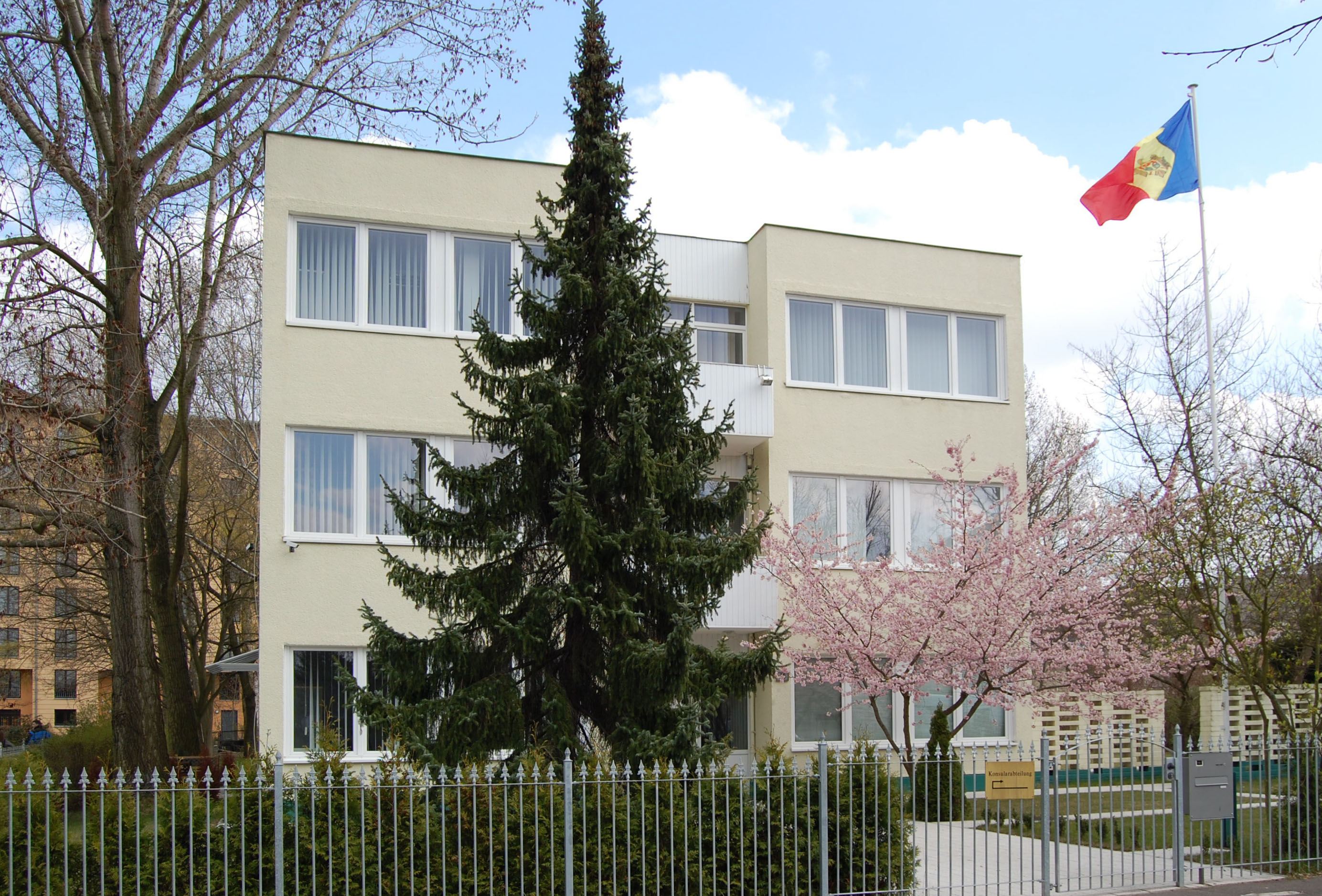
Botschaftsgebäude in der Gotlandstraße 16

Die moldauische Botschaft in Berlin (offiziell Botschaft der Republik Moldau, rumänisch Ambasada Republicii Moldova) ist die diplomatische Vertretung der Republik Moldau in Deutschland. Das Botschaftsgebäude befindet sich in der Gotlandstraße 16 im Ortsteil Prenzlauer Berg des Bezirks Pankow.
Botschafter ist seit dem 7. April 2022 Aureliu Ciocoi.
In Frankfurt (Main) unterhält die Republik Moldau ein Generalkonsulat, darüber hinaus gibt es Honorarkonsulate in Hamburg, Kassel, München und Stuttgart.

## Geschichte
Die Republik Moldau und die Bundesrepublik Deutschland unterhalten seit dem 30. April 1992 diplomatische Beziehungen. Am 28. März 1995 wurde die moldauische Botschaft in Bonn eröffnet und 1998 nach Berlin verlegt. Im ehemaligen Bonner Botschaftsgebäude bestand bis 2004 eine Außenstelle der moldauischen Botschaft.

## Botschafter
- 2016–2022: Oleg Serebrian[5]
- seit 2022: Aureliu Ciocoi[6]

## Gebäude
Die moldauische Botschaft ist in einem Gebäude untergebracht, das vom Architekten Eckart Schmidt gestaltet wurde. Hierbei handelt es sich um einen genormten Gebäudetyp, der in der DDR für eine Vielzahl von Vertretungen ausländischer Staaten errichtet wurde.